# Kaikei

Jizō Bosatsu

Kaikei (japanisch 快慶) war ein bedeutender japanischer Bildhauer am Ende des 12. und Anfang des 13. Jahrhunderts.

## Leben und Werk
Kaikei war ein Schüler und adoptierter Sohn Kōkeis und spielte zusammen mit seinem Bruder Unkei eine große Rolle bei der Entwicklung des Stils der Kamakura-Zeit. Er kam unter den Einfluss des Shunjōbō Chōgen (俊乗房 重源; 1121–1206), eines Mönchs der Jōdo-shū, der sich um den Wiederaufbau des Tōdai-ji kümmerte. Kaikei wurde daraufhin ein begeisterter Gläubiger und nahm den religiösen Namen Annamidabutsu (安阿弥陀仏) an. Seine Skulpturen, die sich durch anmutige Gestaltung und durch perfekte Proportionen auszeichnen, begründeten den sogenannten Annami-Stil, und Kaikei selbst wurde „Annami“ genannt.
Das früheste existierende Werk Kaikeis ist die Maitreya im Boston Museum of Fine Arts aus dem Jahr 1189. Während der Wiederherstellung des Tōdai-ji arbeitete er zusammen mit Jōkaku an den Skulpturen an der Nyoirin Kannon (如意輪観音) und an der Basis für den großen Buddha. Kaikei stellte auch den Kōmoku-ten (広目天) her, einen der vier Himmelskönige (四天王, Shitennō). Obwohl Kaikei an diesen Projekten als Mitglied des Atelier des Kōkei beteiligt war, führte seine engen Beziehungen zu Chōgen dazu, dass er 1201 bei der Schöpfung der Skulptur des Mönchs Sōgyō Hachimanshin (僧形八幡神) in dem zum Tōdai-ji gehörenden Chinju Hachiman-gū (鎮守八幡宮) mitwirkte und einige Jahre später auch bei der Herstellung des heiligen Jizō (地蔵菩薩, ~-bosatsu) in der Kōkei-Halle (公慶堂, Kōkei-dō). Alles diese Figuren existieren noch. – Kaikei war auch für Projekte des Chōgen aktiv, die nicht für den Tōdai-ji bestimmt waren. Dazu gehören die noch existierende Amida-Trinität, die er 1197 für den Jōdo-ji in der Präfektur Hyōgo schuf und 1201 die Hauptfigur (von der allerdings nur der Kopf noch existiert) für den Shindaibutsu-ji (新大仏寺) in der Präfektur Mie. Die Figuren dieser Tempel waren nach Amida-Figuren auf Gemälden der Song-Zeit modelliert, für die Chōgen eine besondere Vorliebe zeigte. – Kaikei stellte auch Skulpturen her für Vertreter des der Jōdo-Richtung, wie Kūamidabutsu Myōhen (空阿弥陀仏 明遍; 1142–1224), Gedatsubō Jōkei (解脱坊 貞慶; 1155–1213) und Kōben Myōe (高弁 明恵; 1173–1232) sowie für Hofadelige. – Ein größeres Projekt dieser frühen Zeit war die Restaurierung der elfgesichtigen Kannon des Hase-dera in der Präfektur Nara.
Nahezu alle existierenden Arbeiten Kaikeis sind signiert. Und da die Signatur sich über die Jahre ändert, ist es möglich, ein ungefähres Werkdatum anzugeben, obwohl schriftliche Belege fehlen. Das wiederum ermöglicht es, die Entwicklung seines Stils aufzuzeigen. Zuerst signierte er als Busshi Kaikei (仏師 快慶), also als „Meister der buddhistische Kunst Kaikei“, dann von 1192 bis 1203 als „Annamidabutsu“. Im Jahr 1203 erhielt er den Ehrentitel Hokkyō und signierte nun als „Hokkyō“. Nach 1210 erscheint er als „Hōgen“ Kaikei, nachdem er in dem Jahr weiter befördert wurde.
In seinen frühen Arbeiten zeigt Kaikei einen Realismus, der dem von Kōkei und Unkei sehr ähnelt. Aber im Laufe der Zeit entwickelte er seinen eigenen persönlichen Stil. Die Statuen des Gottes Hachiman als ein Mönch und der Amida Nyorai in der Shunjō-Halle (俊乗堂, Shunjō-dō), beide Skulpturen befinden sich im Tōdai-ji, zeigen seinen gereiften Stil mit einer Balance von Anmut und Realismus. In den späteren Jahren bekam sein Stil eine leicht formale Note.
Kaikeis Stil wurde von seinen Schülern Gyōkai, Chōkai (長快), und Eikai (栄快) übernommen, und auch in späteren Jahrhunderten spürt man den Einfluss seines Stils. Eikai, der auch den Title Hokkyō erhielt, schuf den Jizō im Chōmei-ji in der Präfektur Shiga. Von Chōkai stammt die Porträt-Statue des Kōbō Daishi im Rokuharamitsu-ji.

## Bilder

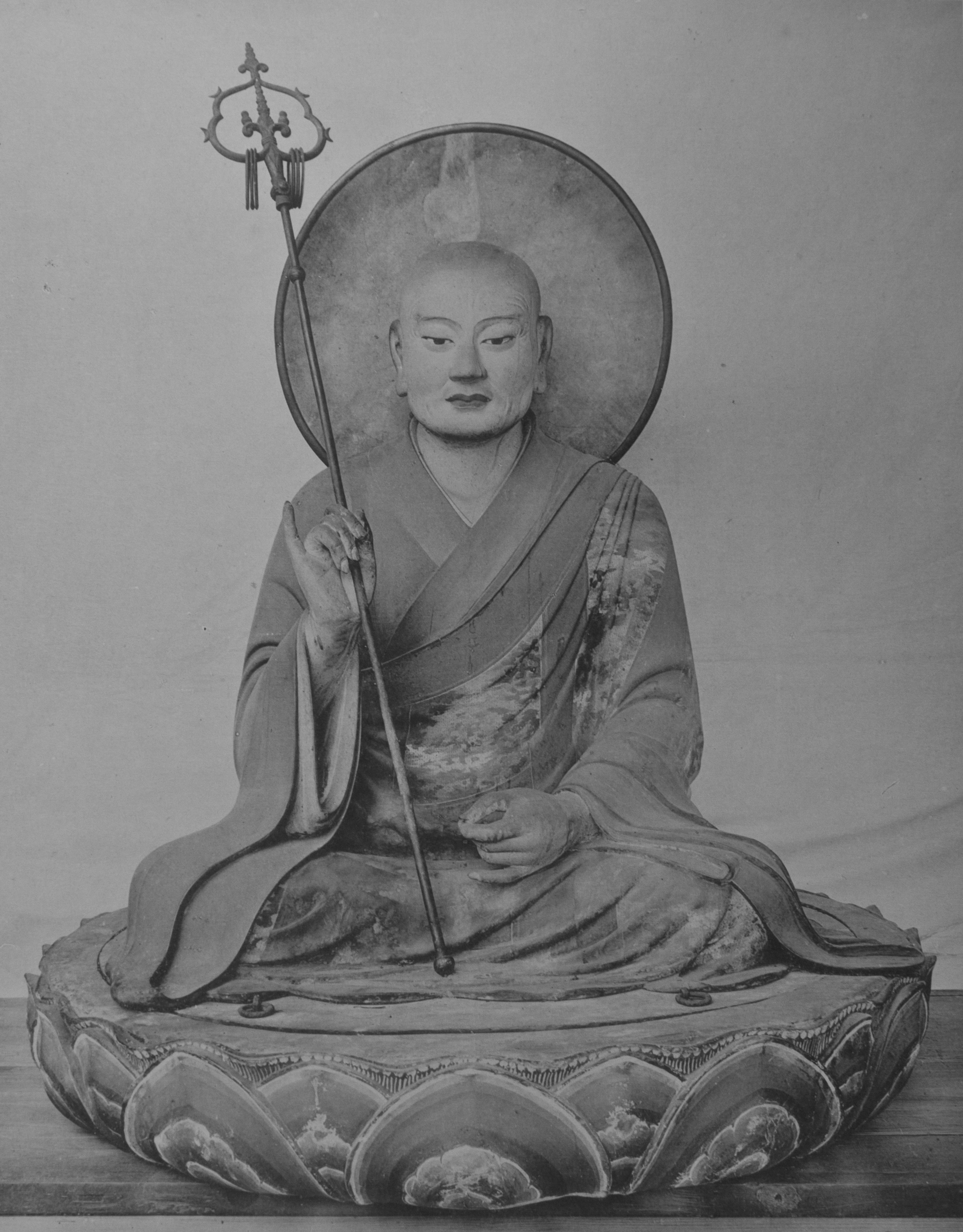
Hachiman im Tōdai-ji
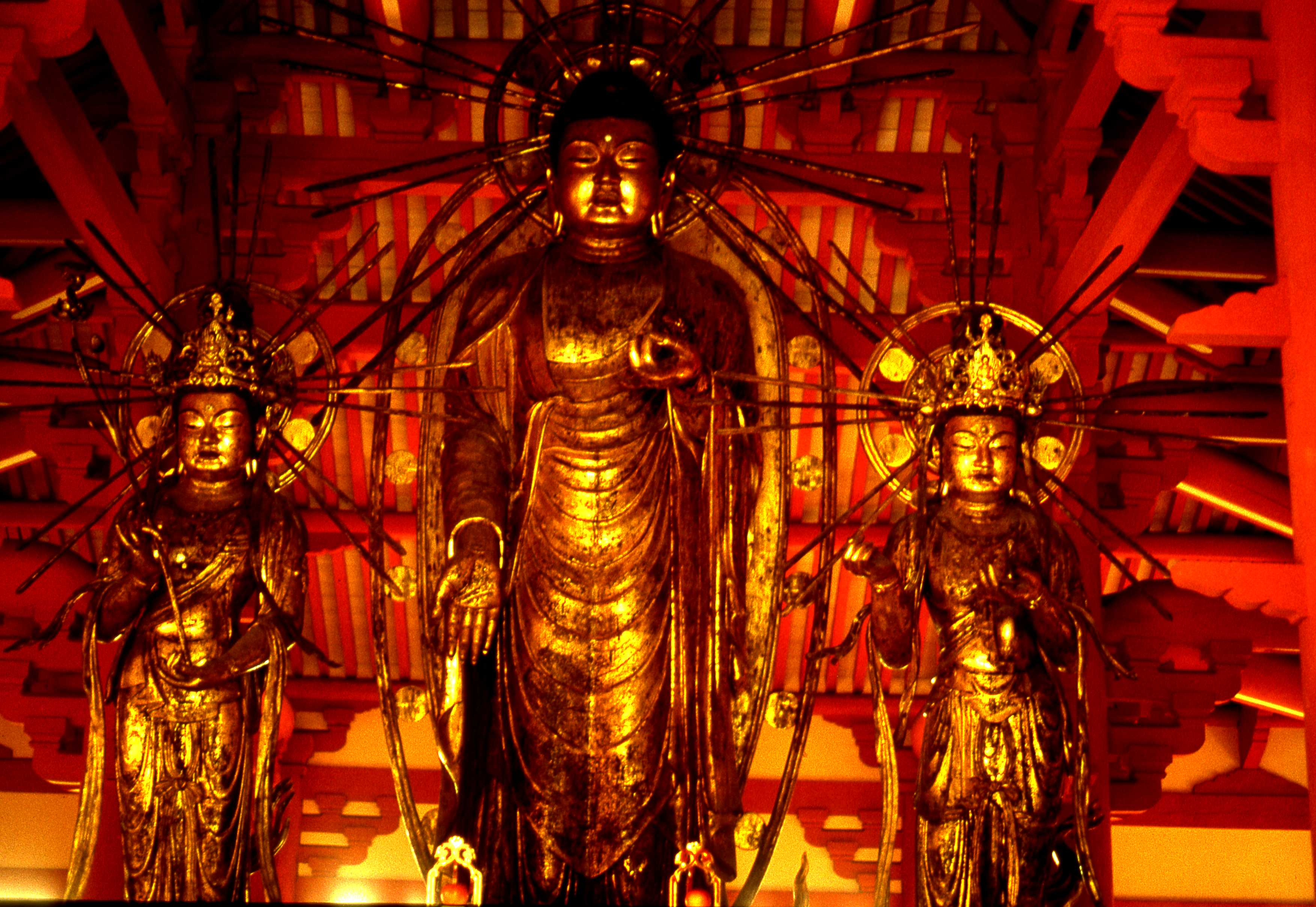
Trinität im Jōdo-ji
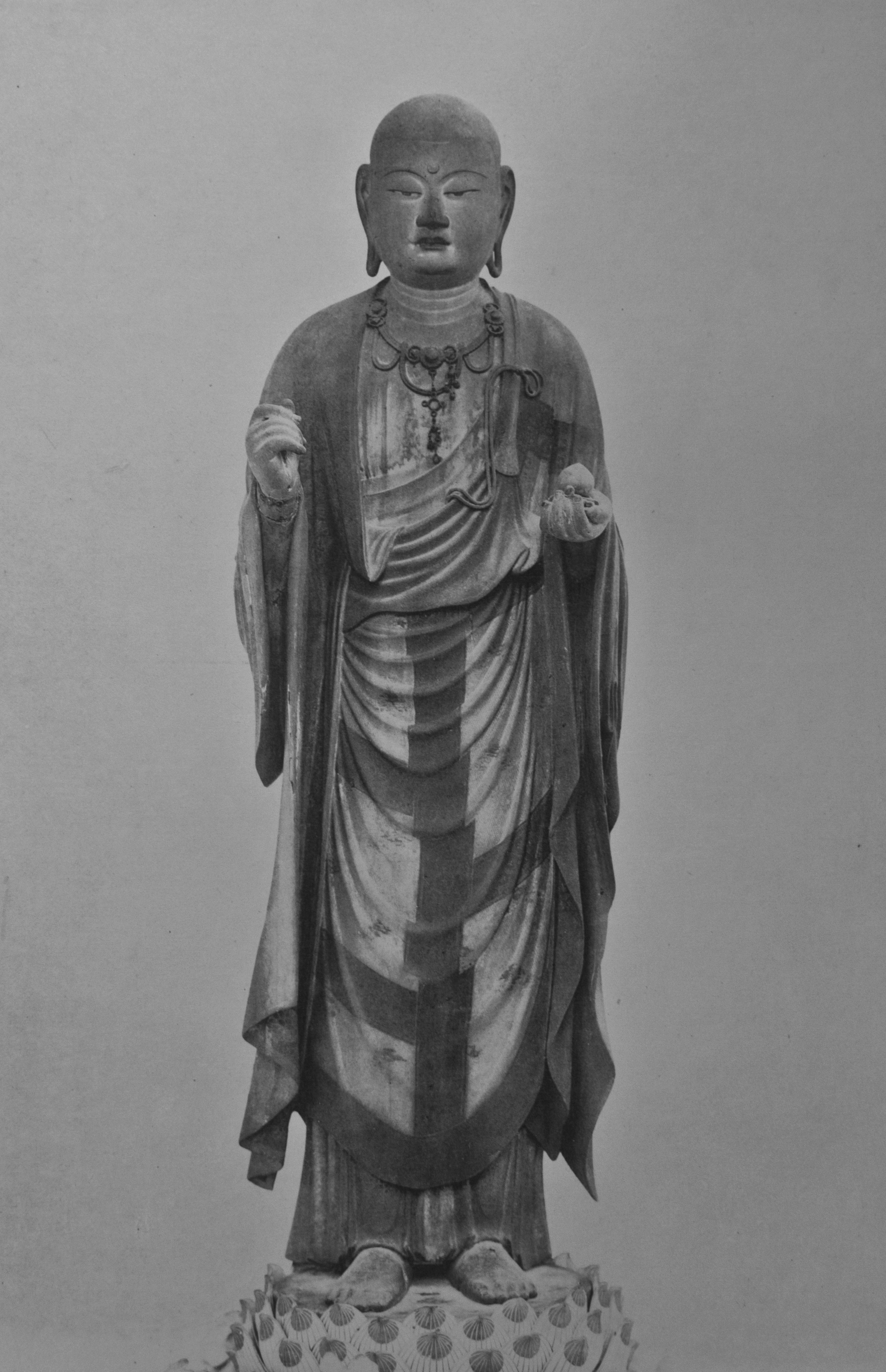
Jizō im Tōdai-ji
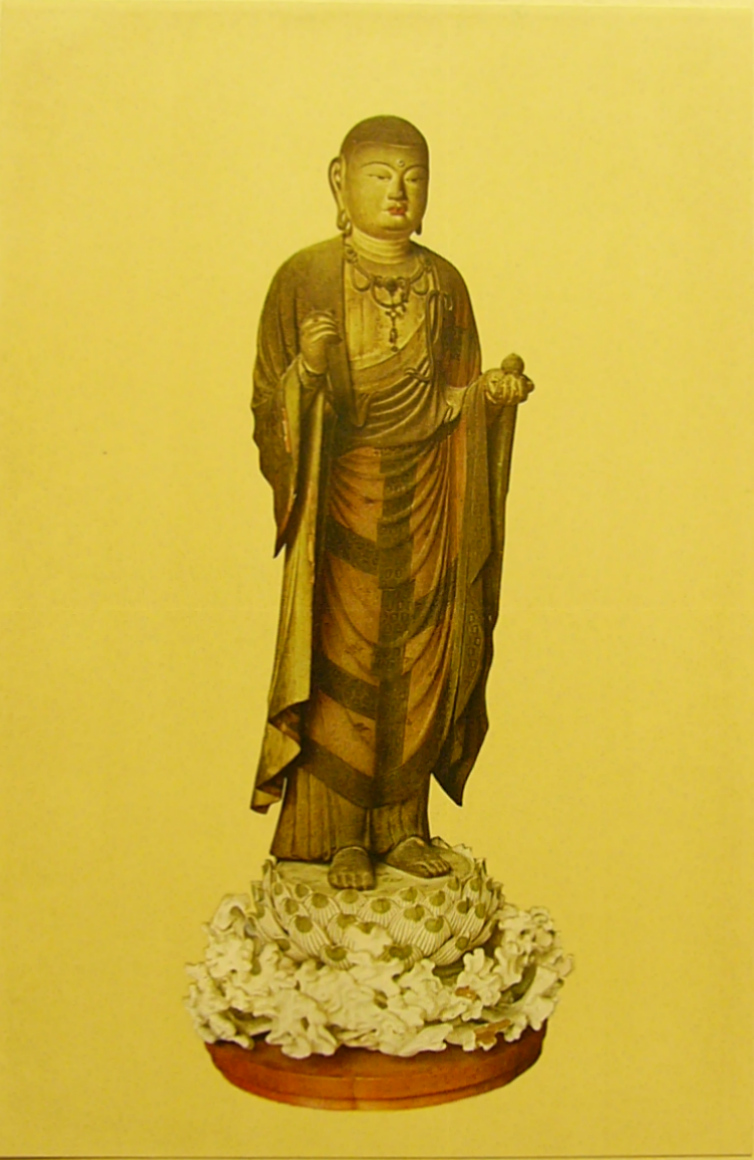
Derselbe Jizō
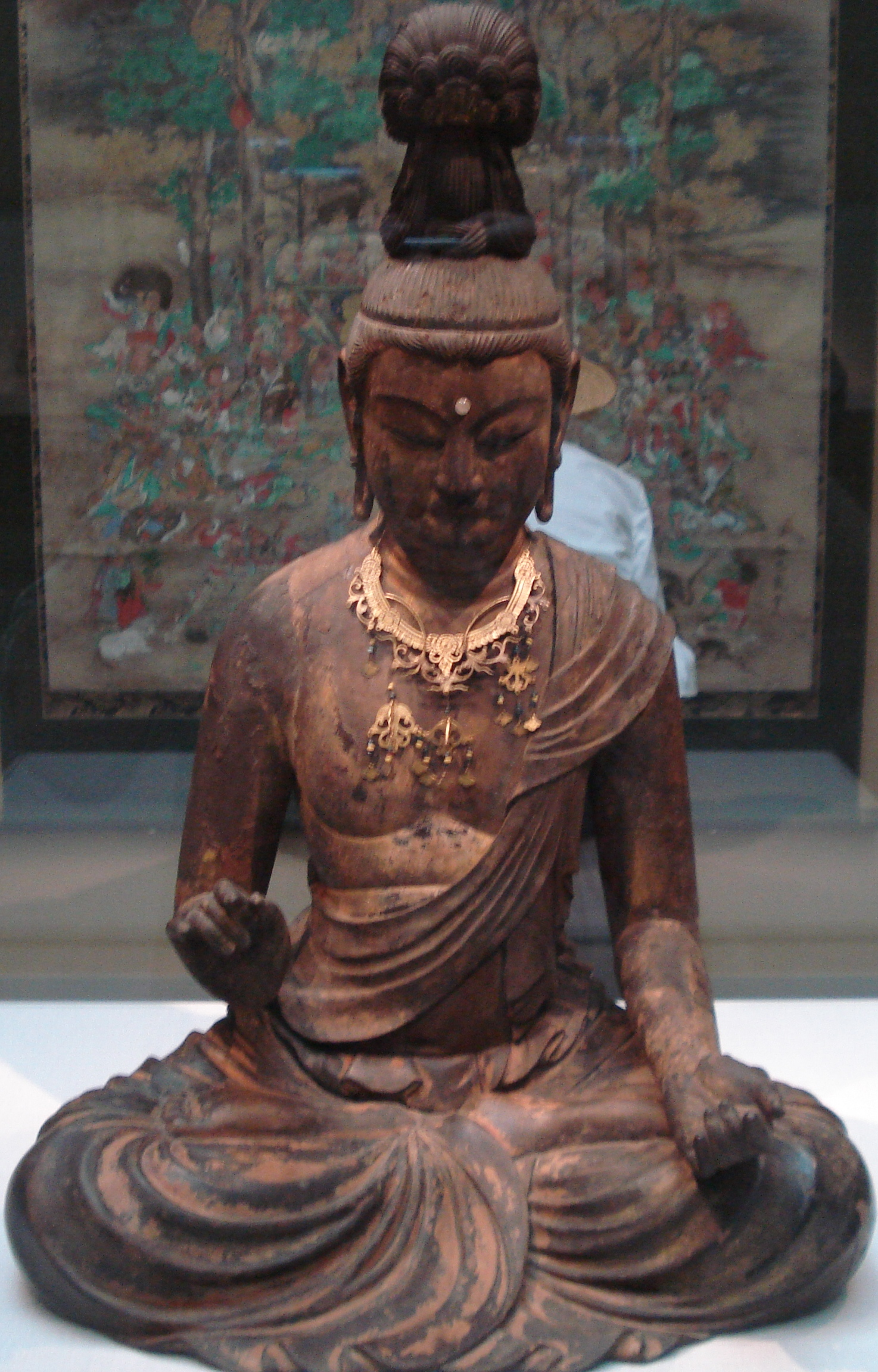
Figur
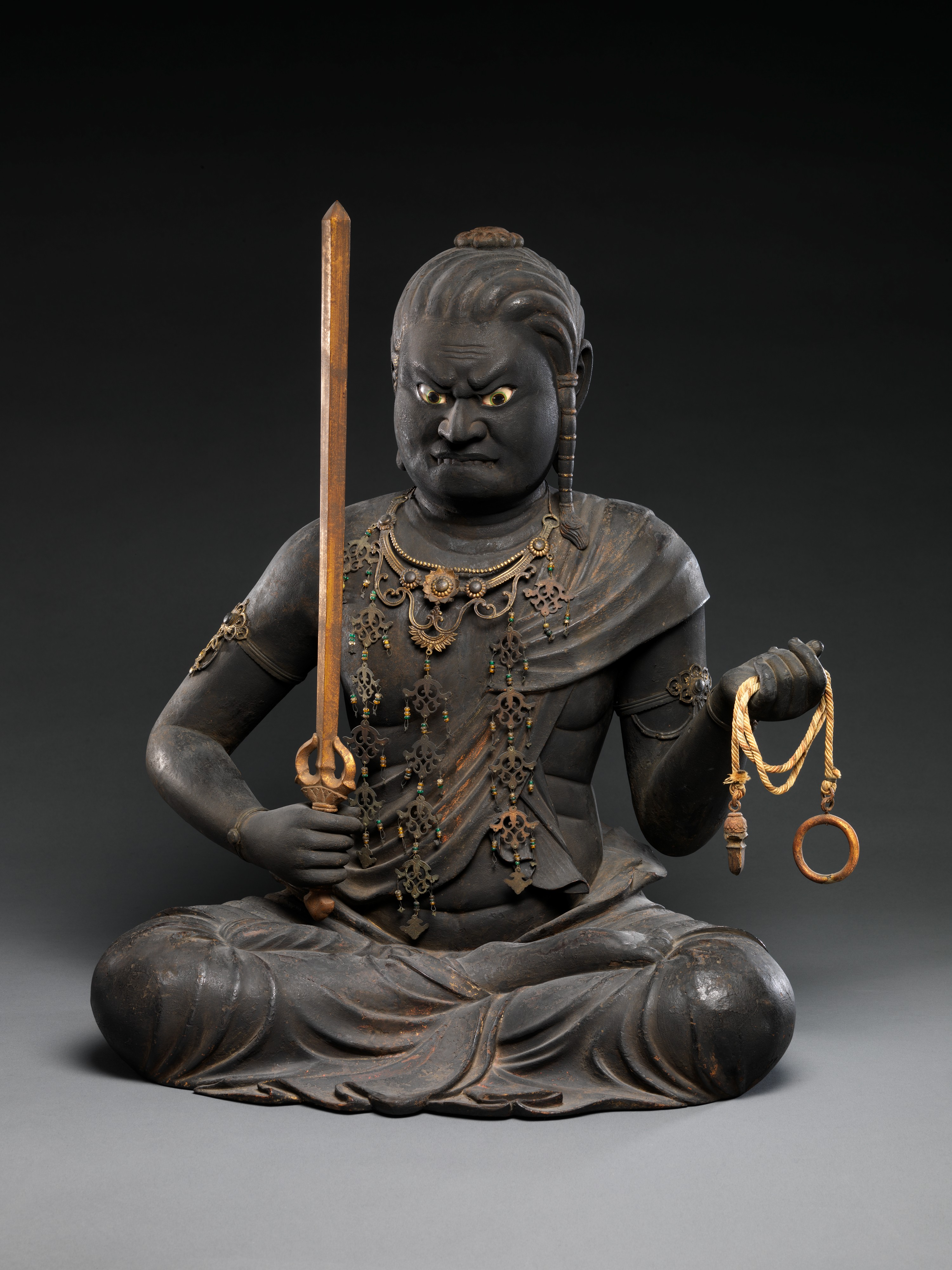
Fudō Myōō im Metropolitan Museum